# Distrito de Les Andelys
El distrito de Les Andelys es un distrito (en francés, arrondissement) del departamento de Eure, situado en la región de Normandía (en francés, Normandie).

## Composición

### Comunas
Al 1 de enero de 2022 las comunas que forman parte del distrito son las siguientes:
1. Acquigny
2. Aigleville
3. Ailly
4. Alizay
5. Amécourt
6. Amfreville-les-Champs
7. Amfreville-sous-les-Monts
8. Amfreville-sur-Iton
9. Andé
10. Les Andelys
11. Autheuil-Authouillet
12. Authevernes
13. Bacqueville
14. Bazincourt-sur-Epte
15. Beauficel-en-Lyons
16. Bernouville
17. Bézu-la-Forêt
18. Bézu-Saint-Éloi
19. Bois-Jérôme-Saint-Ouen
20. Boisset-les-Prévanches
21. La Boissière
22. Bosquentin
23. Bouafles
24. Bouchevilliers
25. Bourg-Beaudouin
26. Breuilpont
27. Bueil
28. Caillouet-Orgeville
29. Cailly-sur-Eure
30. Chaignes
31. Chambray
32. Champenard
33. La Chapelle-Longueville
34. Charleval
35. Château-sur-Epte
36. Chauvincourt-Provemont
37. Clef Vallée d'Eure
38. Connelles
39. Le Cormier
40. Coudray
41. Courcelles-sur-Seine
42. Crasville
43. Criquebeuf-sur-Seine
44. Croisy-sur-Eure
45. Cuverville
46. Les Damps
47. Dangu
48. Daubeuf-près-Vatteville
49. Douains
50. Doudeauville-en-Vexin
51. Douville-sur-Andelle
52. Écouis
53. Étrépagny
54. Fains
55. Farceaux
56. Fleury-la-Forêt
57. Fleury-sur-Andelle
58. Flipou
59. Fontaine-Bellenger
60. Fontaine-sous-Jouy
61. Frenelles-en-Vexin
62. Gadencourt
63. Gaillon
64. Gamaches-en-Vexin
65. Gasny
66. Gisors
67. Giverny
68. Guerny
69. Guiseniers
70. Hacqueville
71. Hardencourt-Cocherel
72. Harquency
73. La Haye-le-Comte
74. La Haye-Malherbe
75. Hébécourt
76. Hécourt
77. Hennezis
78. Herqueville
79. Heubécourt-Haricourt
80. Heudebouville
81. Heudicourt
82. Heudreville-sur-Eure
83. La Heunière
84. Heuqueville
85. Les Hogues
86. Houlbec-Cocherel
87. Houville-en-Vexin
88. Igoville
89. Incarville
90. Jouy-sur-Eure
91. Léry
92. Letteguives
93. Lilly
94. Lisors
95. Longchamps
96. Lorleau
97. Louviers
98. Lyons-la-Forêt
99. Mainneville
100. Le Manoir
101. Martagny
102. Martot
103. Ménesqueville
104. Ménilles
105. Mercey
106. Merey
107. Le Mesnil-Jourdain
108. Mesnil-sous-Vienne
109. Mesnil-Verclives
110. Mézières-en-Vexin
111. Morgny
112. Mouflaines
113. Muids
114. Neaufles-Saint-Martin
115. Neuilly
116. La Neuve-Grange
117. Nojeon-en-Vexin
118. Notre-Dame-de-l'Isle
119. Noyers
120. Pacy-sur-Eure
121. Perriers-sur-Andelle
122. Perruel
123. Pinterville
124. Pîtres
125. Le Plessis-Hébert
126. Pont-de-l'Arche
127. Pont-Saint-Pierre
128. Porte-de-Seine
129. Port-Mort
130. Poses
131. Pressagny-l'Orgueilleux
132. Puchay
133. Quatremare
134. Radepont
135. Renneville
136. Richeville
137. Romilly-sur-Andelle
138. La Roquette
139. Rosay-sur-Lieure
140. Rouvray
141. Saint-Aubin-sur-Gaillon
142. Sainte-Colombe-près-Vernon
143. Saint-Denis-le-Ferment
144. Saint-Étienne-du-Vauvray
145. Saint-Étienne-sous-Bailleul
146. Sainte-Geneviève-lès-Gasny
147. Saint-Julien-de-la-Liègue
148. Saint-Marcel
149. Sainte-Marie-de-Vatimesnil
150. Saint-Pierre-de-Bailleul
151. Saint-Pierre-du-Vauvray
152. Saint-Pierre-la-Garenne
153. Saint-Vincent-des-Bois
154. Sancourt
155. Saussay-la-Campagne
156. Surtauville
157. Surville
158. Suzay
159. Terres de Bord
160. Le Thil
161. Les Thilliers-en-Vexin
162. Le Thuit
163. Tilly
164. Touffreville
165. Les Trois Lacs
166. Le Tronquay
167. La Vacherie
168. Val-de-Reuil
169. Le Val d'Hazey
170. Val d'Orger
171. Vandrimare
172. Vascœuil
173. Vatteville
174. Le Vaudreuil
175. Vaux-sur-Eure
176. Vernon
177. Vesly
178. Vexin-sur-Epte
179. Vézillon
180. Villegats
181. Villers-en-Vexin
182. Villers-sur-le-Roule
183. Villez-sous-Bailleul
184. Villiers-en-Désœuvre
185. Vironvay

### Circunscripciones electorales departamentales (cantones)
- Cantón des Andelys
- Cantón de Gaillon
- Cantón de Gisors
- Cantón de Louviers
- Cantón de Pont-de-l'Arche
- Cantón de Romilly-sur-Andelle
- Cantón de Val-de-Reuil
- Cantón de Vernon